# Combined Community Codec Pack
Pour les articles homonymes, voir CCCP.
Combined Community Codec Pack (CCCP) est un pack de filtres vidéo permettant le support des formats média les plus courants, dont le format Matroska.
Il s'agit du pack recommandé par l'équipe officielle de Matroska.